# Authume
Authume település Franciaországban, Jura megyében. Lakosainak száma 874 fő (2022. január 1.). Authume Archelange, Brevans, Châtenois, Dole, Jouhe és Rochefort-sur-Nenon községekkel határos.

## Népesség
A település népességének változása:
| Lakosok száma | 512  | 760  | 820  | 788  | 814  | 819  | 821  | 820  | 832  | 874  |
|               | 1968 | 1982 | 1990 | 2006 | 2013 | 2015 | 2017 | 2019 | 2020 | 2022 |